# سیارک ۱۹۸۳

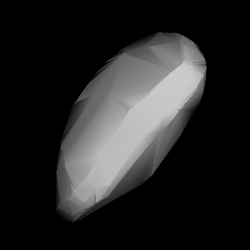
مدل سه‌بُعدی سیارک ۱۹۸۳ بر اساس منحنی نور آن

سیارک ۱۹۸۳ (به انگلیسی: 1983 Bok، نامگذاری:1975LB) هزار و نهصد و هشتاد و سومین سیارک کشف شده‌است که در ۹ ژوئن ۱۹۷۵ کشف شد.
قدر مطلق سیارک برابر ۱۲٫۶۰ است.